# Локомотив (Тбілісі)
«Локомотив (Тбілісі)» (груз. ლოკომოტივი თბილისი) — футбольний клуб з Тбілісі, заснований 14 серпня 1936 року.

## Історія
«Локомотив» був заснований в 1936 році. Носив також назви «Локомотиві» (1988—1989) «Мерані» (1990—1993), «Мерані — Бачо» (1993—1995).
У чемпіонатах СРСР грав:
- у вищій лізі: 1938, 1940 р.р.;
- у першій лізі: 1939, 1946—1948, 1959—1970 р.р.;
- у другій лізі: 1936—1937, 1981—1982, 1984—1986, 1988—1989 р.р.

З 1990 року бере участь в національних чемпіонатах Грузії
- у вищій лізі: з 1997 р.;
- у першій лізі: 1991—1995, 1996—1997
- у другій лізі: 1990—1991.

## Нагороди

### Радянський період
- Переможець чемпіонату Грузії 1937 та 1940 років;
- Володар Кубка Грузії 1956 року;
- Переможець зони союзних республік Клас Б чемппіонат СРСР 1961

### Період незалежності
- Срібний призер чемпіонатів Грузії 2001 та 2002 років;
- Бронзовий призер чемпіонату Грузії 1999 року;
- Володар Кубка Грузії 2000, 2002, 2005 років;
- Фіналіст Кубка Грузії 2001 року.

## Участь у Єврокубках
Клуб бере участь у розіграшах Кубка УЄФА з 1999 року.

## Стадіон
Домашня арена — стадіон імені Михайла Месхі у Тбілісі (колишня назва — «Локомотив»). Стадіон може вмістити 24 680 глядачів. Стадіон називаний на честь відомого радянського грузинського футболіста Михайла Месхі. Місткість арени є другою серед стадіонів Грузії, після стадіону імені Бориса Пайчадзе.

## Відомі гравці
- Джишкаріані Михайло Дмитрович
- Чхатарашвілі Нестор Йосипович
- Шудра Сергій Петрович

## Відомі тренери
- Хурцилава Муртаз Калістратович

## Цікавий факт
ФК «Локомотив» брав участь у матчі, в якому було призначена рекордна кількість пенальті (для чемпіонатів СРСР) в одному матчі, та рекордна кількість пенальті у ворота господарів. 2 липня 1938 року в грі «Динамо» (Москва) — «Локомотив» (Тбілісі) арбітр Йосип Колтунов призначив 5 пенальті: 2 реалізували господарі, 2 — гості, і ще одне пенальті гості не забили. Матч закінчився перемогою московської команди з рахунком 5:2.